# 316
| Calendário gregoriano                                                        | 316 CCCXVI                      |
| Ab urbe condita                                                              | 1069                            |
| Calendário arménio                                                           | -236 – -235                     |
| Calendário bahá'í                                                            | -1528 – -1527                   |
| Calendário budista                                                           | 860                             |
| Calendário chinês                                                            | 3012 – 3013                     |
| Calendário copta                                                             | 32 – 33                         |
| Calendário etíope                                                            | 308 – 309                       |
| Calendários hindus - Vikram Samvat - Calendário nacional indiano - Cáli Iuga | 371 – 372 237 – 238 3416 – 3417 |
| Calendário Holoceno                                                          | 10316                           |
| Calendário islâmico                                                          | 316 BH – 315 BH                 |
| Calendário judaico                                                           | 4076 – 4077                     |
| Calendário persa                                                             | 306 BP – 305 BP                 |
| Calendário rúnico                                                            | 566                             |
| Calendário solar tailandês                                                   | 859                             |

316 (CCCXVI na numeração romana) foi um ano bissexto do século IV do Calendário Juliano, da Era de Cristo, suas letras dominicais foram A e G (52 semanas), teve início a um domingo e terminou a uma segunda-feira.
| Ano completo                       |
| ---------------------------------- |
| Ano bissexto com início ao domingo |

## Eventos
- 8 de outubro — Batalha de Cíbalas: entre os imperadores romanos Constantino e Licínio, que termina com a vitória do primeiro; pode também ter ocorrido em 314.
- Batalha de Márdia — Constantino vence Licínio; ocorreu no final do ano ou no início de 317.
- Os Hunos atacam Chang'an, capital da Dinastia Jin Ocidental. Jin Mindi, o imperador, rende-se, terminando esta dinastia.

## Nascimentos
- Fevereiro - Constantino II, imperador romano.
- São Martinho de Tours, militar, monge, bispo de Turonum (Tours) e santo cristão; em Sabaria, na Panónia (atualmente na Hungria)  (m. 397).

## Mortes
- Bassiano, senador romano  (m. 340).
- Brás de Sebaste, mártir arménio, bispo e santo católico   (n. c. 264)